# فیض محل
کاخ فیض محل (به اردو: فَیض محل) قصری در شهر خیرپور، ایالت سند است که محل اقامت حاکمان سلسله بلوچ تبار تالپور و سپس ایالت شاهزاده خیرپور بود.

## تاریخچه
این بنا توسط میر سهراب خان از طایفه تالپور بلوچ در سال ۱۷۹۸ به عنوان ساختمان اصلی دربار حاکمیت و برای مجموعه سلطنتی پادشاهان تالپور ساخته شد. این کاخ یکی از چندین کاخی بود که توسط سلطنت تالپور ساخته شد و پس از سقوط سلطنت تالپور توسط ایالت شاهزاده خیرپور مورد استفاده قرار می‌گرفت. ساختمان اصلی شامل اتاق‌های پادشاه به همراه ۱۶ اتاق انتظار برای درباریان و اتاق‌های مهمان برای مهمانان سلطنتی و سالن غذاخوری بود. علاوه بر آن کاخ مکانی مخصوص برای نگهداری فیل‌های سلطنتی و همچنین اصطبل اسب‌ها داشت که امروز تبدیل به باغ انبه شده است.
در حال حاضر فیض محل مکان اقامت و سکونت آخرین فرد از خاندان تالپور، میرعلی مراد خان تالپور دوم (متولد ۱۹۳۳) است و توسط خانواده او مورد استفاده قرار می گیرد. ایالت شاهزاده خیرپور پس از تصویب طرح یک واحدی و اجرای آن توسط چودهری غلام محمد و ژنرال اسکندر میرزا در سال ۱۹۵۵ با تهدید حمله نظامی و برخلاف توافق میرعلی مراد تالپور با محمد علی جناح، بنیان‌گذار پاکستان در پاکستان غربی ادغام و منحل شد.
خاندان سلطنتی تالپور امروزه به محیط زیست بسیار اهمیت می‌دهد و دارای به یک پناهگاه امن گیاهی و جانوری حفاظت شده به نام پناهگاه حیات وحش مهرانو است. این پناهگاه حیات وحش به‌خاطر نگهداری از گونه‌های نادر و کمیاب سند مانند سیاه کل و گوزن گراز مشهور است.

## نگارخانه

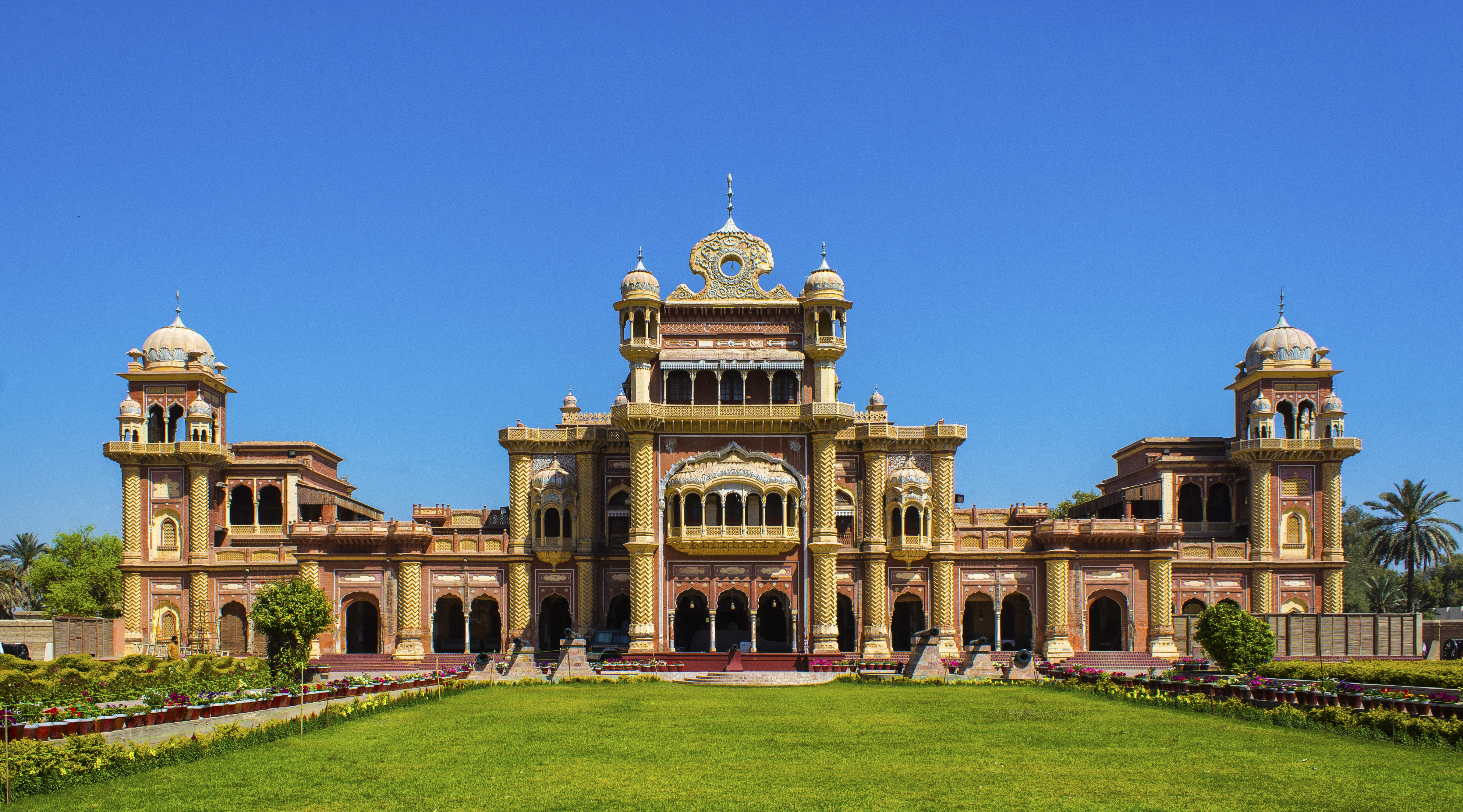
نمای بیرونی قصر
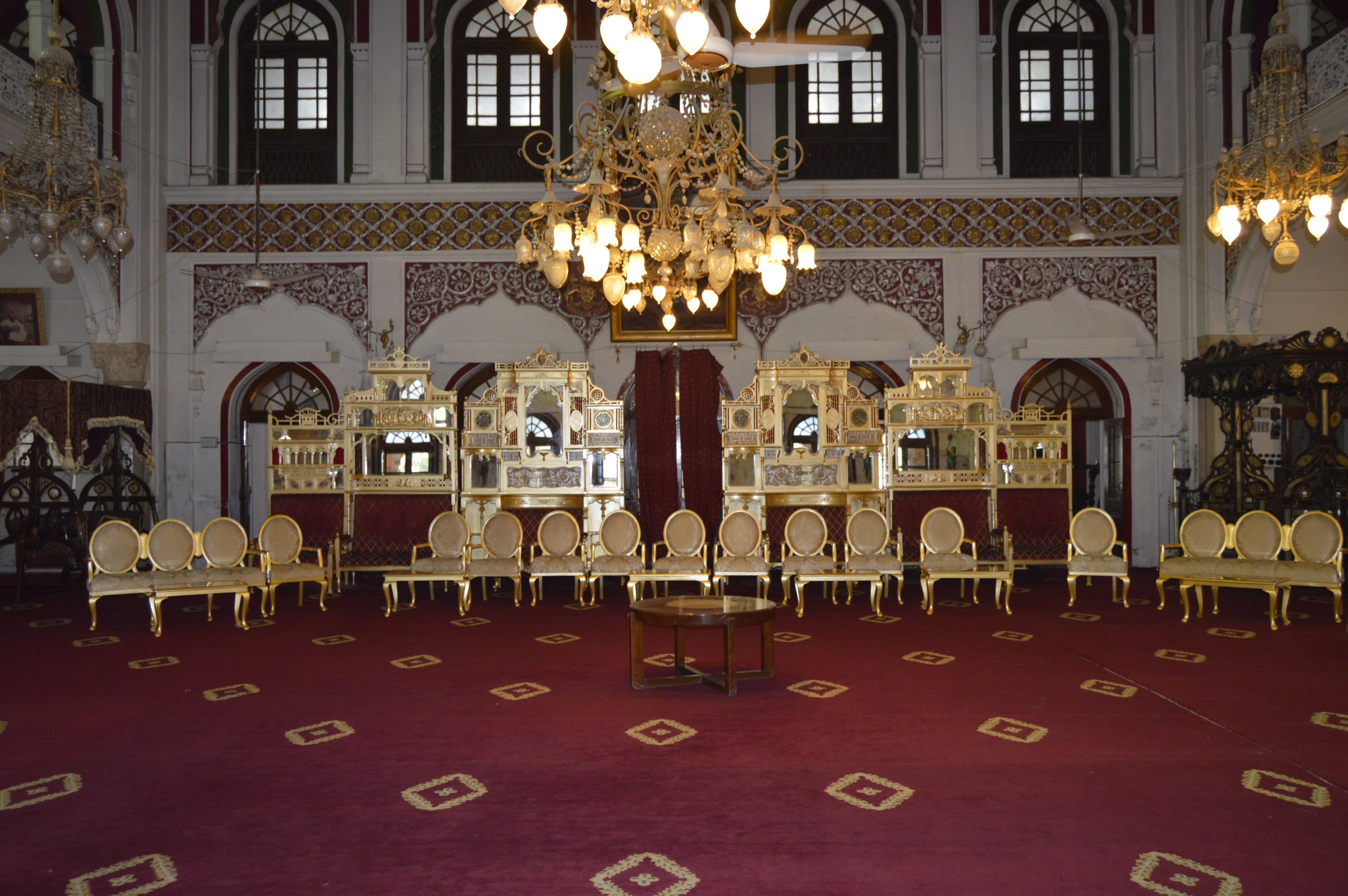
نمای داخلی قصر
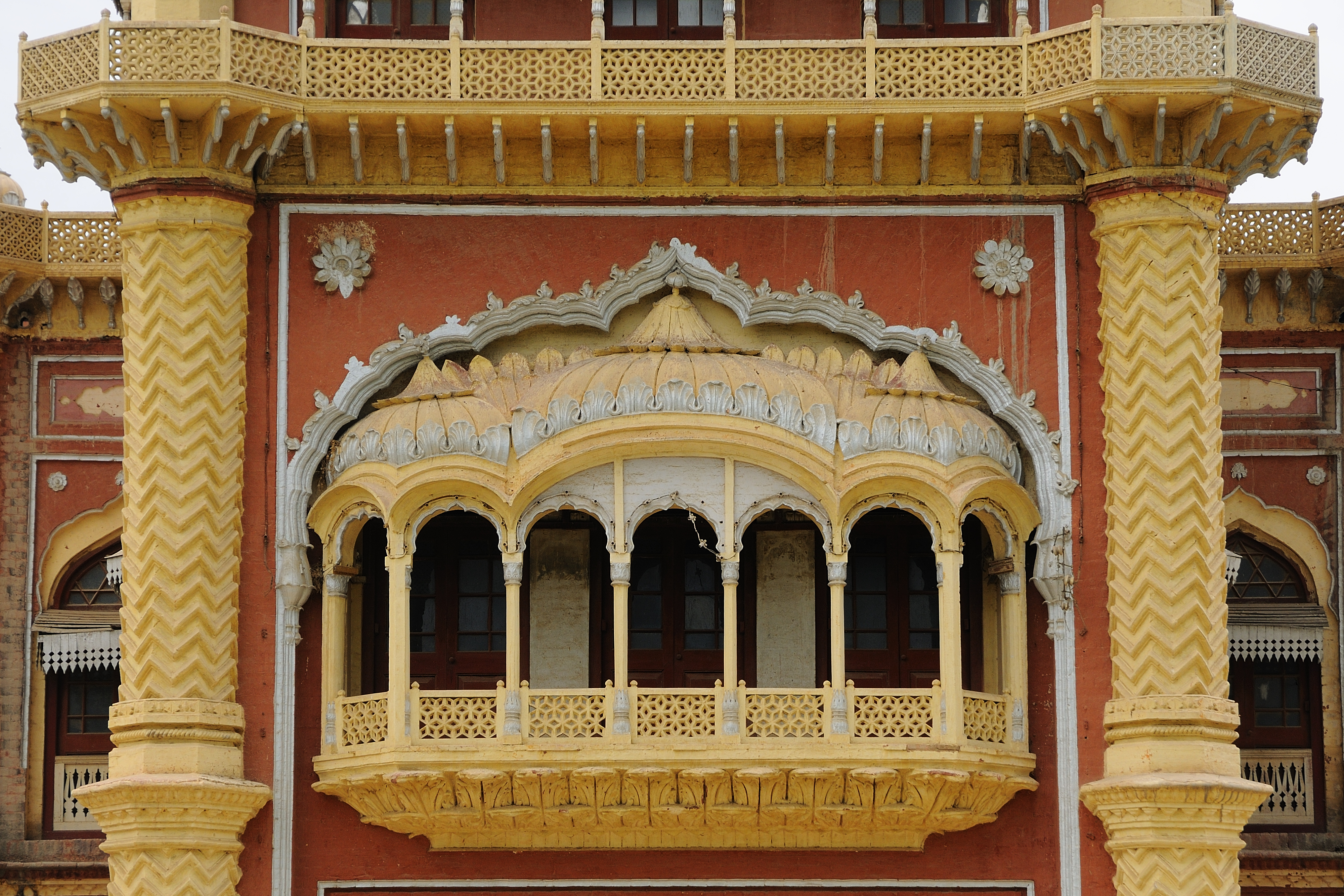
جزئیات معماری نمای بیرونی کاخ فیض محل
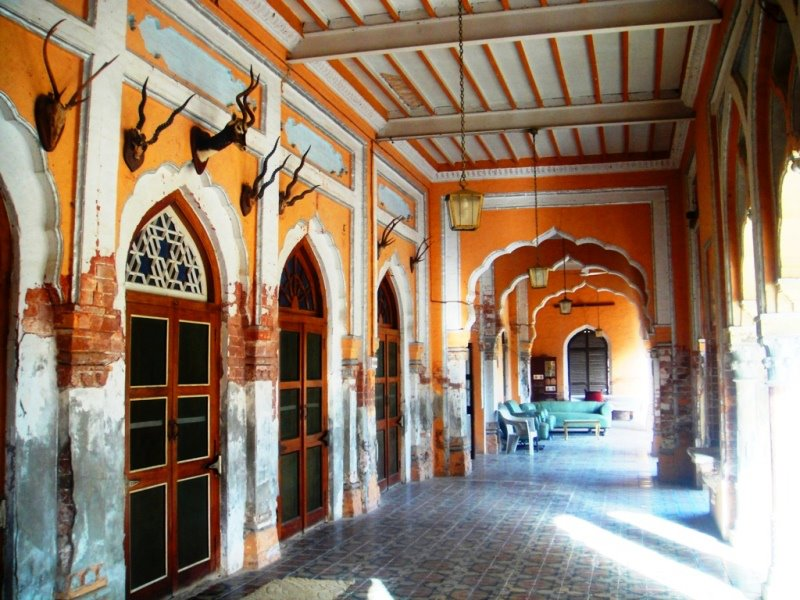
مسیر پیاده روی در بیرون قصر
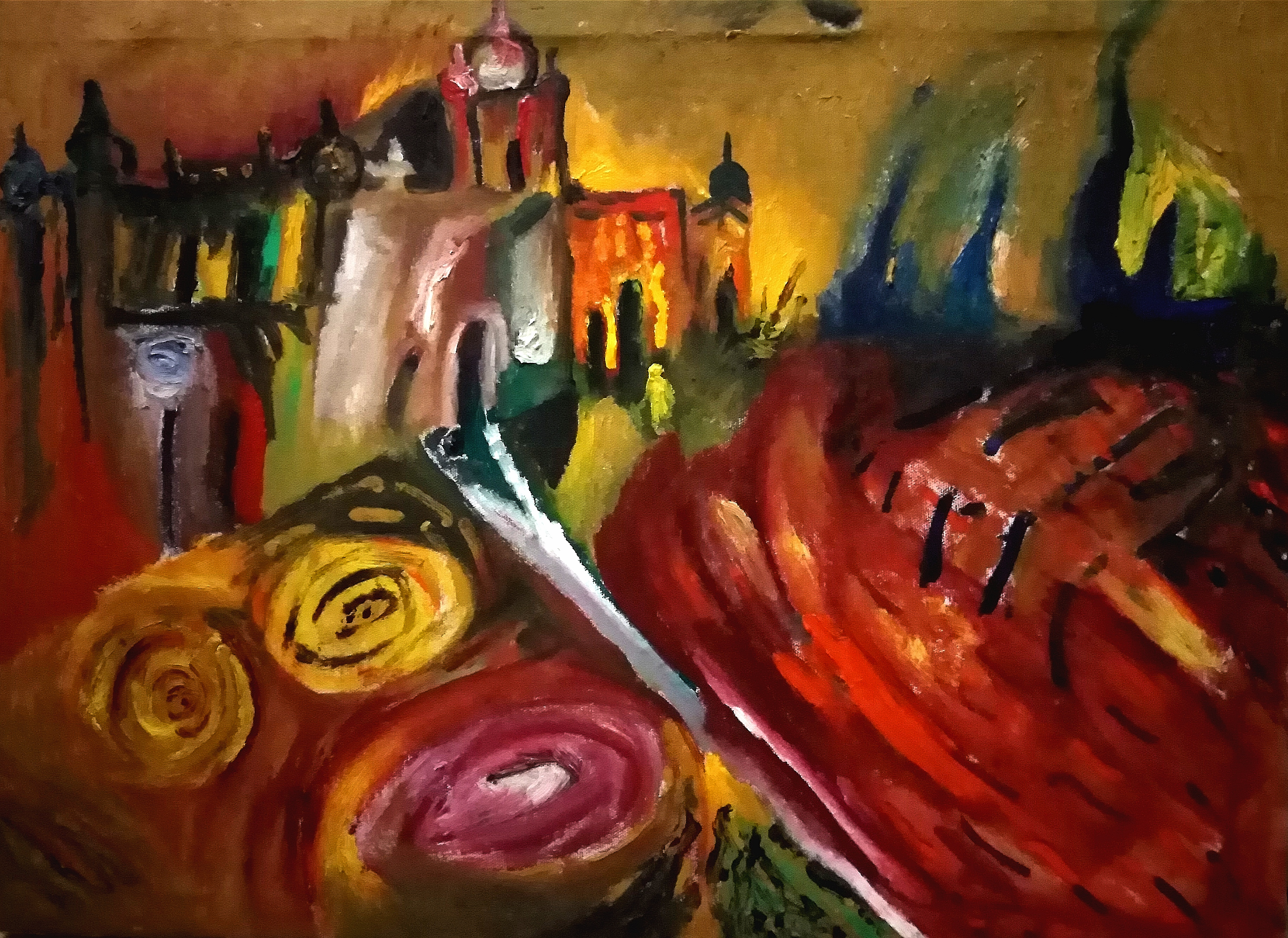
نقاشی رنگ روغن در فیض محل